# Campionato Primavera 2007-2008
Il Campionato Primavera TIM - Trofeo "Giacinto Facchetti" 2007-2008 è la 46ª edizione del Campionato Primavera.
Il detentore del trofeo è l'Inter.
Il torneo ha avuto inizio il 6 ottobre 2007 per concludersi l'8 giugno 2008 sui campi di Vasto, Ortona e Chieti dove ha preso luogo la fase finale. La squadra vincitrice del torneo è stata per la prima volta la Sampdoria che ha sconfitto in finale l'Inter nella riedizione della finale dell'anno precedente. Da questa stagione vennero bannati gli special guests di Serie C, riservando il torneo solo alle affiliate della Lega Calcio.

## Regolamento
Il Campionato Primavera si articola in tre fasi: gironi eliminatori, turno di qualificazione alla fase finale, fase finale. Le squadre sono suddivise in tre gironi di quattordici squadre. Le prime cinque classificate di ogni girone e la migliore sesta in assoluto tra i tre gironi per punti in classifica, accedono alla fase successiva dove le squadre si affrontano in gare di andata e ritorno ad eliminazione diretta e le vincitrici si qualificano per la fase successiva. La fase finale è suddivisa in tre turni: quarti di finale, semifinali, finale. Le vincenti delle semifinali si contendono il titolo.

## Fase a gironi

### Girone A

#### Allenatori
| Squadra  | Allenatore         |           | Squadra                                                                                 | Allenatore |
| -------- | ------------------ | --------- | --------------------------------------------------------------------------------------- | ---------- |
| Bologna  | Fabio Perinelli    |           | Modena                                                                                  | Ivo Pulga  |
| Brescia  | Salvatore Giunta   | Parma     | Andrea Manzo (1ª-26ª e andata qualificazioni) Tiziano De Patre (ritorno qualificazioni) |            |
| Cagliari | Giorgio Melis      | Piacenza  | Luciano Bruni                                                                           |            |
| Genoa    | Luca Chiappino     | Pisa      | Claudio Piccinetti (1ª-14ª) Alessio De Petrillo (15ª-26ª)                               |            |
| Juventus | Vincenzo Chiarenza | Sampdoria | Fulvio Pea                                                                              |            |
| Livorno  | Rino Lavezzini     | Spezia    | Renato Buso                                                                             |            |
| Mantova  | Claudio Valigi     | Torino    | Giuseppe Scienza                                                                        |            |

#### Classifica finale
|  |     | Classifica 2007-2008 | P  | G  | V  | N  | P  | GF | GS | DR  |
|  | --- | -------------------- | -- | -- | -- | -- | -- | -- | -- | --- |
|  | 1.  | Juventus             | 56 | 26 | 18 | 2  | 6  | 60 | 30 | +30 |
|  | 2.  | Sampdoria            | 55 | 26 | 17 | 4  | 5  | 45 | 18 | +27 |
|  | 3.  | Parma                | 50 | 26 | 14 | 8  | 4  | 39 | 34 | +5  |
|  | 4.  | Genoa                | 43 | 26 | 13 | 4  | 9  | 46 | 31 | +15 |
|  | 5.  | Piacenza             | 43 | 26 | 12 | 7  | 7  | 40 | 32 | +8  |
|  | 6.  | Brescia              | 42 | 26 | 11 | 9  | 6  | 38 | 30 | +8  |
|  | 7.  | Torino               | 40 | 26 | 11 | 7  | 8  | 37 | 26 | +11 |
|  | 8.  | Spezia               | 33 | 26 | 8  | 9  | 9  | 38 | 45 | -7  |
|  | 9.  | Bologna              | 29 | 26 | 6  | 11 | 9  | 30 | 35 | -5  |
|  | 10. | Cagliari             | 28 | 26 | 8  | 4  | 14 | 34 | 45 | -11 |
|  | 11. | Modena               | 27 | 26 | 7  | 6  | 13 | 35 | 48 | -13 |
|  | 12. | Mantova              | 19 | 26 | 4  | 7  | 15 | 32 | 59 | -27 |
|  | 13. | Livorno              | 19 | 26 | 5  | 4  | 17 | 23 | 51 | -28 |
|  | 14. | Pisa                 | 18 | 26 | 4  | 6  | 16 | 28 | 51 | -23 |
|  |     |                      |    |    |    |    |    |    |    |     |

#### Calendario e risultati
| 6 ott. 2007 |                   | 26 gen. 2008 |
| ----------- | ----------------- | ------------ |
| 3-1         | Bologna-Pisa      | 0-0          |
| 3-1         | Brescia-Juventus  | 2-2          |
| 0-1         | Genoa-Parma       | 1-2          |
| 1-2         | Livorno-Modena    | 1-2          |
| 2-1         | Piacenza-Cagliari | 2-1          |
| 0-2         | Spezia-Sampdoria  | 0-0          |
| 0-0         | Torino-Mantova    | 3-0          |

| 13 ott. 2007 |                   | 16 feb. 2008 |
| ------------ | ----------------- | ------------ |
| 1-0          | Cagliari-Genoa    | 0-2          |
| 4-0          | Juventus-Spezia   | 1-2          |
| 2-3          | Mantova-Bologna   | 1-4          |
| 1-1          | Modena-Torino     | 0-0          |
| 1-0          | Parma-Livorno     | 1-0          |
| 2-4          | Pisa-Piacenza     | 1-1          |
| 3-0          | Sampdoria-Brescia | 1-0          |

| 20 ott. 2007 |                   | 23 feb. 2008 |
| ------------ | ----------------- | ------------ |
| 0-1          | Bologna-Juventus  | 0-3          |
| 4-1          | Brescia-Livorno   | 0-1          |
| 2-1          | Piacenza-Modena   | 2-1          |
| 1-3          | Pisa-Parma        | 0-1          |
| 5-0          | Sampdoria-Mantova | 1-0          |
| 1-1          | Spezia-Genoa      | 3-2          |
| 1-0          | Torino-Cagliari   | 3-0          |

| 27 ott. 2007 |                    | 1º mar. 2008 |
| ------------ | ------------------ | ------------ |
| 0-2          | Cagliari-Brescia   | 2-3          |
| 0-1          | Genoa-Torino       | 3-2          |
| 1-2          | Juventus-Sampdoria | 1-3          |
| 0-2          | Livorno-Piacenza   | 2-3          |
| 0-0          | Mantova-Pisa       | 3-3          |
| 2-1          | Modena-Spezia      | 1-2          |
| 0-0          | Parma-Bologna      | 2-2          |

| 3 nov. 2007 |                    | 8 mar. 2008 |
| ----------- | ------------------ | ----------- |
| 0-4         | Bologna-Genoa      | 1-3         |
| 3-3         | Brescia-Modena     | 1-1         |
| 5-1         | Parma-Mantova      | 1-1         |
| 1-3         | Pisa-Cagliari      | 1-2         |
| 1-3         | Sampdoria-Piacenza | 0-1         |
| 1-0         | Spezia-Livorno     | 2-2         |
| 1-2         | Torino-Juventus    | 1-2         |

| 17 nov. 2007 |                   | 15 mar. 2008 |
| ------------ | ----------------- | ------------ |
| 1-1          | Cagliari-Parma    | 0-0          |
| 2-1          | Genoa-Pisa        | 2-1          |
| 1-2          | Livorno-Sampdoria | 0-1          |
| 2-2          | Mantova-Spezia    | 1-2          |
| 0-4          | Modena-Juventus   | 1-2          |
| 0-1          | Piacenza-Brescia  | 0-0          |
| 0-0          | Torino-Bologna    | 1-1          |

| 24 nov. 2007 |                  | 22 mar. 2008 |
| ------------ | ---------------- | ------------ |
| 3-1          | Bologna-Cagliari | 3-1          |
| 4-0          | Juventus-Livorno | 0-0          |
| 1-4          | Mantova-Genoa    | 1-4          |
| 1-1          | Parma-Brescia    | 1-0          |
| 1-2          | Pisa-Torino      | 0-2          |
| 4-2          | Sampdoria-Modena | 2-0          |
| 2-1          | Spezia-Piacenza  | 2-2          |

| 1º dic. 2007 |                   | 29 mar. 2008 |
| ------------ | ----------------- | ------------ |
| 2-4          | Bologna-Modena    | 1-1          |
| 3-1          | Brescia-Spezia    | 4-3          |
| 2-0          | Cagliari-Mantova  | 1-2          |
| 0-1          | Genoa-Sampdoria   | 0-1          |
| 1-0          | Livorno-Pisa      | 1-2          |
| 1-2          | Piacenza-Juventus | 0-1          |
| 0-2          | Torino-Parma      | 2-1          |

| 8 dic. 2007 |                   | 5 apr. 2008 |
| ----------- | ----------------- | ----------- |
| 2-0         | Brescia-Torino    | 0-3         |
| 2-1         | Juventus-Parma    | 1-2         |
| 1-1         | Livorno-Genoa     | 0-5         |
| 1-2         | Modena-Pisa       | 0-3         |
| 3-2         | Piacenza-Mantova  | 1-1         |
| 0-0         | Sampdoria-Bologna | 3-1         |
| 1-1         | Spezia-Cagliari   | 1-2         |

| 15 dic. 2007 |                  | 12 apr. 2008 |
| ------------ | ---------------- | ------------ |
| 2-0          | Bologna-Spezia   | 0-0          |
| 2-1          | Cagliari-Livorno | 1-2          |
| 1-0          | Genoa-Piacenza   | 2-1          |
| 1-2          | Mantova-Juventus | 0-4          |
| 0-2          | Parma-Modena     | 1-0          |
| 1-1          | Pisa-Brescia     | 2-0          |
| 1-0          | Torino-Sampdoria | 0-2          |

| 22 dic. 2007 |                   | 19 apr. 2008 |
| ------------ | ----------------- | ------------ |
| 1-0          | Brescia-Bologna   | 0-0          |
| 4-1          | Juventus-Cagliari | 3-2          |
| 0-3          | Livorno-Mantova   | 2-3          |
| 1-1          | Modena-Genoa      | 1-2          |
| 1-1          | Piacenza-Torino   | 3-2          |
| 1-1          | Sampdoria-Parma   | 1-2          |
| 2-2          | Spezia-Pisa       | 3-1          |

| 12 gen. 2008 |                 | 26 apr. 2008 |
| ------------ | --------------- | ------------ |
| 1-2          | Bologna-Livorno | 2-3          |
| 3-1          | Cagliari-Modena | 2-3          |
| 2-4          | Genoa-Juventus  | 3-1          |
| 2-2          | Mantova-Brescia | 0-1          |
| 3-2          | Parma-Piacenza  | 1-2          |
| 0-4          | Pisa-Sampdoria  | 0-2          |
| 3-2          | Torino-Spezia   | 1-2          |

| \| 19 gen. 2008 \| \| 3 mag. 2008 \| \| ------------ \| ------------------ \| ----------- \| \| 3-0 \| Brescia-Genoa \| 1-1 \| \| 5-1 \| Juventus-Pisa \| 3-1 \| \| 1-1 \| Livorno-Torino \| 0-5 \| \| 3-2 \| Modena-Mantova \| 1-3 \| \| 0-0 \| Piacenza-Bologna \| 1-1 \| \| 2-2 \| Sampdoria-Cagliari \| 1-2 \| \| 1-1 \| Spezia-Parma \| 2-4 \| |                    |             |
| 19 gen. 2008 |                    | 3 mag. 2008 |
| 3-0 | Brescia-Genoa      | 1-1         |
| 5-1 | Juventus-Pisa      | 3-1         |
| 1-1 | Livorno-Torino     | 0-5         |
| 3-2 | Modena-Mantova     | 1-3         |
| 0-0 | Piacenza-Bologna   | 1-1         |
| 2-2 | Sampdoria-Cagliari | 1-2         |
| 1-1 | Spezia-Parma       | 2-4         |

### Girone B

#### Allenatori
| Squadra     | Allenatore        |           | Squadra            | Allenatore    |
| ----------- | ----------------- | --------- | ------------------ | ------------- |
| AlbinoLeffe | Armando Madonna   |           | Milan              | Filippo Galli |
| Atalanta    | Alessio Pala      | Ravenna   | Michele Migliaccio |               |
| Cesena      | Giuseppe Lorenzo  | Rimini    | Gianluca Righetti  |               |
| Chievo      | Paolo Nicolato    | Treviso   | Giovanni Bosi      |               |
| Empoli      | Ettore Donati     | Triestina | Elvio Salvori      |               |
| Fiorentina  | Alberto Bollini   | Udinese   | Rodolfo Vanoli     |               |
| Inter       | Vincenzo Esposito | Vicenza   | Franco Gabrieli    |               |

#### Classifica finale
|  |     | Classifica 2007-2008 | P  | G  | V  | N | P  | GF | GS | DR  |
|  | --- | -------------------- | -- | -- | -- | - | -- | -- | -- | --- |
|  | 1.  | Udinese              | 61 | 26 | 19 | 4 | 3  | 58 | 30 | +28 |
|  | 2.  | Chievo               | 55 | 26 | 16 | 7 | 3  | 39 | 13 | +26 |
|  | 3.  | Fiorentina           | 54 | 26 | 16 | 6 | 4  | 53 | 19 | +34 |
|  | 4.  | Inter                | 54 | 26 | 17 | 3 | 6  | 60 | 32 | +28 |
|  | 5.  | Milan                | 48 | 26 | 14 | 6 | 6  | 41 | 24 | +17 |
|  | 6.  | Atalanta             | 44 | 26 | 12 | 8 | 6  | 43 | 21 | +22 |
|  | 7.  | Empoli               | 40 | 26 | 11 | 7 | 8  | 39 | 28 | +11 |
|  | 8.  | Treviso              | 39 | 26 | 12 | 3 | 11 | 37 | 36 | +1  |
|  | 9.  | Cesena               | 35 | 26 | 11 | 2 | 13 | 40 | 38 | +2  |
|  | 10. | Rimini               | 27 | 26 | 7  | 6 | 13 | 33 | 36 | -3  |
|  | 11. | AlbinoLeffe          | 26 | 26 | 7  | 5 | 14 | 23 | 50 | -27 |
|  | 12. | Ravenna              | 17 | 26 | 5  | 2 | 19 | 16 | 55 | -39 |
|  | 13. | Vicenza              | 9  | 26 | 3  | 0 | 23 | 18 | 64 | -46 |
|  | 14. | Triestina            | 7  | 26 | 2  | 1 | 23 | 15 | 80 | -65 |
|  |     |                      |    |    |    |   |    |    |    |     |

#### Calendario e risultati
| 6 ott. 2007 |                     | 26 gen. 2008 |
| ----------- | ------------------- | ------------ |
| 2-2         | Albinoleffe-Cesena  | 0-1          |
| 0-1         | Fiorentina-Atalanta | 0-0          |
| 1-0         | Inter-Chievo        | 1-1          |
| 0-0         | Rimini-Empoli       | 0-0          |
| 0-5         | Triestina-Milan     | 0-2          |
| 2-0         | Udinese-Ravenna     | 4-0          |
| 1-3         | Vicenza-Treviso     | 1-2          |

| 13 ott. 2007 |                    | 16 feb. 2008 |
| ------------ | ------------------ | ------------ |
| 1-1          | Atalanta-Udinese   | 1-2          |
| 2-1          | Cesena-Vicenza     | 3-0          |
| 3-0          | Chievo-Triestina   | 3-1          |
| 4-0          | Empoli-Albinoleffe | 2-2          |
| 2-1          | Milan-Rimini       | 0-0          |
| 1-4          | Ravenna-Inter      | 1-4          |
| 2-4          | Treviso-Fiorentina | 0-1          |

| 20 ott. 2007 |                     | 23 feb. 2008 |
| ------------ | ------------------- | ------------ |
| 2-1          | Albinoleffe-Ravenna | 1-2          |
| 2-1          | Fiorentina-Milan    | 0-1          |
| 3-0          | Inter-Empoli        | 1-0          |
| 0-1          | Rimini-Chievo       | 0-1          |
| 0-1          | Triestina-Treviso   | 0-4          |
| 7-3          | Udinese-Cesena      | 1-0          |
| 2-1          | Vicenza-Atalanta    | 1-3          |

| 27 ott. 2007 |                     | 1º mar. 2008 |
| ------------ | ------------------- | ------------ |
| 2-2          | Atalanta-Rimini     | 1-1          |
| 0-1          | Cesena-Inter        | 0-1          |
| 2-0          | Chievo-Udinese      | 0-1          |
| 1-1          | Empoli-Fiorentina   | 0-1          |
| 3-1          | Milan-Vicenza       | 1-0          |
| 1-0          | Ravenna-Triestina   | 2-4          |
| 2-2          | Treviso-Albinoleffe | 2-0          |

| 3 nov. 2007 |                     | 8 mar. 2008 |
| ----------- | ------------------- | ----------- |
| 1-0         | Atalanta-Empoli     | 1-1         |
| 0-0         | Fiorentina-Chievo   | 1-1         |
| 2-0         | Milan-Ravenna       | 2-0         |
| 0-1         | Rimini-Treviso      | 0-2         |
| 1-3         | Triestina-Cesena    | 0-2         |
| 2-4         | Udinese-Inter       | 3-2         |
| 1-2         | Vicenza-Albinoleffe | 0-1         |

| 17 nov. 2007 |                       | 15 mar. 2008 |
| ------------ | --------------------- | ------------ |
| 4-2          | Albinoleffe-Triestina | 2-1          |
| 2-0          | Chievo-Atalanta       | 2-2          |
| 2-3          | Empoli-Udinese        | 3-3          |
| 1-2          | Inter-Fiorentina      | 2-4          |
| 2-1          | Ravenna-Vicenza       | 1-0          |
| 0-3          | Rimini-Cesena         | 1-0          |
| 3-2          | Treviso-Milan         | 0-1          |

| 24 nov. 2007 |                    | 22 mar. 2008 |
| ------------ | ------------------ | ------------ |
| 0-1          | Atalanta-Inter     | 4-0          |
| 1-2          | Cesena-Treviso     | 2-0          |
| 0-1          | Chievo-Empoli      | 1-1          |
| 4-0          | Fiorentina-Ravenna | 1-0          |
| 3-1          | Milan-Albinoleffe  | 2-2          |
| 2-1          | Triestina-Vicenza  | 0-2          |
| 3-1          | Udinese-Rimini     | 0-4          |

| 1º dic. 2007 |                      | 29 mar. 2008 |
| ------------ | -------------------- | ------------ |
| 0-1          | Albinoleffe-Atalanta | 1-2          |
| 2-4          | Cesena-Milan         | 0-1          |
| 3-0          | Empoli-Triestina     | 4-0          |
| 0-0          | Fiorentina-Udinese   | 0-1          |
| 4-1          | Inter-Rimini         | 3-1          |
| 1-1          | Treviso-Ravenna      | 0-1          |
| 1-2          | Vicenza-Chievo       | 0-1          |

| 8 dic. 2007 |                    | 5 apr. 2008 |
| ----------- | ------------------ | ----------- |
| 8-0         | Atalanta-Triestina | 3-0         |
| 4-1         | Chievo-Albinoleffe | 0-0         |
| 2-0         | Empoli-Vicenza     | 0-2         |
| 0-0         | Inter-Milan        | 2-2         |
| 1-2         | Ravenna-Cesena     | 1-5         |
| 1-3         | Rimini-Fiorentina  | 1-2         |
| 1-0         | Udinese-Treviso    | 3-1         |

| 15 dic. 2007 |                     | 12 apr. 2008 |
| ------------ | ------------------- | ------------ |
| 1-2          | Albinoleffe-Udinese | 2-3          |
| 3-2          | Cesena-Fiorentina   | 1-1          |
| 0-2          | Milan-Chievo        | 0-2          |
| 0-2          | Ravenna-Atalanta    | 0-3          |
| 1-0          | Treviso-Empoli      | 2-4          |
| 0-2          | Triestina-Inter     | 2-9          |
| 0-5          | Vicenza-Rimini      | 1-4          |

| 22 dic. 2007 |                    | 19 apr. 2008 |
| ------------ | ------------------ | ------------ |
| 1-1          | Atalanta-Milan     | 0-1          |
| 0-0          | Chievo-Ravenna     | 2-0          |
| 4-2          | Empoli-Cesena      | 2-1          |
| 4-0          | Fiorentina-Vicenza | 7-0          |
| 1-3          | Inter-Treviso      | 1-2          |
| 0-2          | Rimini-Albinoleffe | 1-2          |
| 4-0          | Udinese-Triestina  | 2-0          |

| 12 gen. 2008 |                        | 26 apr. 2008 |
| ------------ | ---------------------- | ------------ |
| 0-2          | Albinoleffe-Fiorentina | 2-4          |
| 0-2          | Cesena-Chievo          | 0-1          |
| 1-1          | Milan-Udinese          | 1-2          |
| 0-1          | Ravenna-Empoli         | 0-2          |
| 1-3          | Treviso-Atalanta       | 0-0          |
| 1-1          | Triestina-Rimini       | 1-2          |
| 0-2          | Vicenza-Inter          | 1-4          |

| \| 19 gen. 2008 \| \| 3 mag. 2008 \| \| ------------ \| -------------------- \| ----------- \| \| 1-0 \| Atalanta-Cesena \| 1-2 \| \| 4-1 \| Chievo-Treviso \| 2-1 \| \| 0-2 \| Empoli-Milan \| 2-1 \| \| 3-0 \| Fiorentina-Triestina \| 4-0 \| \| 3-0 \| Inter-Albinoleffe \| 3-2 \| \| 1-0 \| Rimini-Ravenna \| 5-1 \| \| 3-0 \| Udinese-Vicenza \| 4-1 \| |                      |             |
| 19 gen. 2008 |                      | 3 mag. 2008 |
| 1-0 | Atalanta-Cesena      | 1-2         |
| 4-1 | Chievo-Treviso       | 2-1         |
| 0-2 | Empoli-Milan         | 2-1         |
| 3-0 | Fiorentina-Triestina | 4-0         |
| 3-0 | Inter-Albinoleffe    | 3-2         |
| 1-0 | Rimini-Ravenna       | 5-1         |
| 3-0 | Udinese-Vicenza      | 4-1         |

### Girone C

#### Allenatori
| Squadra   | Allenatore                                            |         | Squadra            | Allenatore    |
| --------- | ----------------------------------------------------- | ------- | ------------------ | ------------- |
| Ascoli    | Sergio Pirozzi                                        |         | Lecce              | Luca Brunetti |
| Avellino  | Leandro Vassella                                      | Messina | Carmelo Mancuso    |               |
| Bari      | Vincenzo Tavarilli                                    | Napoli  | Ernesto Apuzzo     |               |
| Catania   | Giovanni Pulvirenti                                   | Palermo | Rosario Pergolizzi |               |
| Frosinone | Luigi Corino                                          | Reggina | Roberto Breda      |               |
| Grosseto  | Giacomo Russo (1ª-22ª) Gianluca Frassinetti (23ª-26ª) | Roma    | Alberto De Rossi   |               |
| Lazio     | Roberto Sesena                                        | Siena   | Marco Baroni       |               |

#### Classifica finale
|  |     | Classifica 2007-2008 | P  | G  | V  | N | P  | GF | GS | DR  |
|  | --- | -------------------- | -- | -- | -- | - | -- | -- | -- | --- |
|  | 1.  | Ascoli               | 56 | 26 | 16 | 8 | 2  | 41 | 18 | +23 |
|  | 2.  | Catania              | 49 | 26 | 14 | 7 | 5  | 34 | 16 | +18 |
|  | 3.  | Lazio                | 46 | 26 | 13 | 7 | 6  | 41 | 28 | +13 |
|  | 4.  | Roma                 | 44 | 26 | 12 | 8 | 6  | 48 | 30 | +18 |
|  | 5.  | Reggina              | 43 | 26 | 12 | 7 | 7  | 40 | 27 | +13 |
|  | 6.  | Siena                | 41 | 26 | 11 | 8 | 7  | 30 | 21 | +9  |
|  | 7.  | Bari                 | 37 | 26 | 10 | 7 | 9  | 41 | 37 | +4  |
|  | 8.  | Napoli               | 37 | 26 | 11 | 4 | 11 | 33 | 30 | +3  |
|  | 9.  | Palermo              | 37 | 26 | 10 | 7 | 9  | 32 | 31 | +1  |
|  | 10. | Grosseto             | 35 | 26 | 9  | 8 | 9  | 25 | 40 | -15 |
|  | 11. | Frosinone            | 21 | 26 | 5  | 6 | 15 | 24 | 44 | -20 |
|  | 12. | Lecce                | 20 | 26 | 5  | 5 | 16 | 21 | 39 | -18 |
|  | 13. | Avellino             | 16 | 26 | 3  | 7 | 16 | 18 | 46 | -28 |
|  | 14. | Messina              | 15 | 26 | 2  | 9 | 15 | 18 | 39 | -21 |
|  |     |                      |    |    |    |   |    |    |    |     |

#### Calendario e risultati
| 6 ott. 2007 |                  | 26 gen. 2008 |
| ----------- | ---------------- | ------------ |
| 1-0         | Ascoli-Catania   | 0-0          |
| 0-4         | Frosinone-Napoli | 0-2          |
| 1-1         | Lecce-Bari       | 0-1          |
| 1-1         | Palermo-Avellino | 1-0          |
| 1-2         | Reggina-Lazio    | 2-1          |
| 5-0         | Roma-Grosseto    | 1-2          |
| 1-1         | Siena-Messina    | 2-0          |

| 13 ott. 2007 |                    | 16 feb. 2008 |
| ------------ | ------------------ | ------------ |
| 0-1          | Avellino-Lecce     | 0-2          |
| 1-1          | Bari-Siena         | 1-2          |
| 1-1          | Catania-Palermo    | 0-1          |
| 1-1          | Grosseto-Frosinone | 1-1          |
| 0-1          | Lazio-Ascoli       | 2-1          |
| 1-1          | Messina-Roma       | 1-2          |
| 2-1          | Napoli-Reggina     | 0-4          |

| 20 ott. 2007 |                   | 23 feb. 2008 |
| ------------ | ----------------- | ------------ |
| 2-0          | Ascoli-Napoli     | 1-1          |
| 1-1          | Bari-Messina      | 2-2          |
| 0-2          | Frosinone-Catania | 1-2          |
| 0-1          | Lecce-Lazio       | 0-6          |
| 2-0          | Reggina-Palermo   | 1-0          |
| 1-1          | Roma-Avellino     | 3-0          |
| 1-2          | Siena-Grosseto    | 0-0          |

| 20 ott. 2007 |                  | 1º mar. 2008 |
| ------------ | ---------------- | ------------ |
| 0-0          | Avellino-Reggina | 1-2          |
| 2-1          | Catania-Roma     | 0-0          |
| 1-1          | Grosseto-Bari    | 0-2          |
| 1-1          | Lazio-Frosinone  | 2-0          |
| 0-0          | Messina-Lecce    | 0-4          |
| 0-1          | Napoli-Siena     | 0-0          |
| 0-1          | Palermo-Ascoli   | 1-2          |

| 3 nov. 2007 |                   | 8 mar. 2008 |
| ----------- | ----------------- | ----------- |
| 0-1         | Bari-Avellino     | 3-1         |
| 1-2         | Frosinone-Palermo | 0-3         |
| 1-0         | Grosseto-Messina  | 2-1         |
| 2-0         | Napoli-Lazio      | 0-1         |
| 1-1         | Reggina-Ascoli    | 0-2         |
| 1-0         | Roma-Lecce        | 1-1         |
| 0-1         | Siena-Catania     | 0-2         |

| 17 nov. 2007 |                  | 15 mar. 2008 |
| ------------ | ---------------- | ------------ |
| 3-1          | Ascoli-Grosseto  | 2-1          |
| 2-4          | Avellino-Messina | 1-2          |
| 1-1          | Catania-Reggina  | 0-1          |
| 2-0          | Frosinone-Bari   | 1-4          |
| 3-3          | Lazio-Roma       | 0-3          |
| 1-0          | Lecce-Siena      | 0-0          |
| 0-0          | Palermo-Napoli   | 1-1          |

| 24 nov. 2007 |                   | 22 mar. 2008 |
| ------------ | ----------------- | ------------ |
| 1-0          | Grosseto-Lecce    | 1-0          |
| 0-1          | Messina-Ascoli    | 0-1          |
| 0-1          | Napoli-Catania    | 2-3          |
| 1-3          | Palermo-Lazio     | 0-2          |
| 1-1          | Reggina-Frosinone | 1-0          |
| 0-1          | Roma-Bari         | 2-1          |
| 5-0          | Siena-Avellino    | 0-3          |

| 1º dic. 2007 |                   | 29 mar. 2008 |
| ------------ | ----------------- | ------------ |
| 2-1          | Ascoli-Frosinone  | 0-0          |
| 0-2          | Avellino-Grosseto | 0-0          |
| 2-0          | Bari-Napoli       | 2-5          |
| 1-0          | Lazio-Catania     | 1-2          |
| 1-3          | Lecce-Palermo     | 0-1          |
| 1-1          | Messina-Reggina   | 1-2          |
| 1-0          | Siena-Roma        | 2-3          |

| 8 dic. 2007 |                  | 5 apr. 2008 |
| ----------- | ---------------- | ----------- |
| 2-0         | Ascoli-Bari      | 2-2         |
| 2-0         | Catania-Grosseto | 5-0         |
| 0-1         | Frosinone-Siena  | 0-1         |
| 0-0         | Lazio-Avellino   | 1-1         |
| 2-0         | Napoli-Messina   | 1-0         |
| 0-0         | Palermo-Roma     | 1-3         |
| 2-1         | Reggina-Lecce    | 4-2         |

| 15 dic. 2007 |                  | 12 apr. 2008 |
| ------------ | ---------------- | ------------ |
| 2-1          | Bari-Reggina     | 4-1          |
| 2-0          | Grosseto-Napoli  | 0-2          |
| 1-1          | Lecce-Ascoli     | 1-2          |
| 0-2          | Messina-Palermo  | 0-1          |
| 5-1          | Roma-Frosinone   | 4-2          |
| 3-0          | Siena-Lazio      | 1-2          |
| 1-1          | Avellino-Catania | 0-2          |

| 22 dic. 2007 |                 | 19 apr. 2008 |
| ------------ | --------------- | ------------ |
| 2-0          | Ascoli-Roma     | 2-2          |
| 1-0          | Catania-Messina | 0-0          |
| 2-1          | Frosinone-Lecce | 4-1          |
| 0-0          | Lazio-Grosseto  | 1-1          |
| 2-0          | Napoli-Avellino | 3-2          |
| 3-2          | Palermo-Bari    | 1-2          |
| 0-1          | Reggina-Siena   | 0-0          |

| 12 gen. 2008 |                   | 26 apr. 2008 |
| ------------ | ----------------- | ------------ |
| 1-5          | Avellino-Ascoli   | 0-2          |
| 1-2          | Bari-Lazio        | 2-3          |
| 2-1          | Grosseto-Reggina  | 0-5          |
| 0-2          | Lecce-Catania     | 1-2          |
| 0-1          | Messina-Frosinone | 1-1          |
| 2-1          | Roma-Napoli       | 3-0          |
| 3-1          | Siena-Palermo     | 1-1          |

| \| 19 gen. 2008 \| \| 3 mag. 2008 \| \| ------------ \| ------------------ \| ----------- \| \| 1-2 \| Ascoli-Siena \| 1-1 \| \| 1-1 \| Catania-Bari \| 1-2 \| \| 2-0 \| Frosinone-Avellino \| 1-2 \| \| 4-0 \| Lazio-Messina \| 2-2 \| \| 2-0 \| Napoli-Lecce \| 1-2 \| \| 4-2 \| Palermo-Grosseto \| 2-2 \| \| 1-1 \| Reggina-Roma \| 4-1 \| |                    |             |
| 19 gen. 2008 |                    | 3 mag. 2008 |
| 1-2 | Ascoli-Siena       | 1-1         |
| 1-1 | Catania-Bari       | 1-2         |
| 2-0 | Frosinone-Avellino | 1-2         |
| 4-0 | Lazio-Messina      | 2-2         |
| 2-0 | Napoli-Lecce       | 1-2         |
| 4-2 | Palermo-Grosseto   | 2-2         |
| 1-1 | Reggina-Roma       | 4-1         |

## Qualificazione alla fase finale

### Squadre partecipanti
Non si possono incontrare squadre aventi fatto parte dello stesso Girone di qualificazione. Le tre prime, le tre seconde e le due migliori terze sono considerate teste di serie. Ad esse vengono accoppiate, per sorteggio, le altre otto squadre qualificate.
Teste di serie
- Ascoli (Girone C)
- Catania (Girone C)
- Chievo (Girone B)
- Fiorentina (Girone B)
- Juventus (Girone A)
- Parma (Girone A)
- Sampdoria (Girone A)
- Udinese (Girone B)

Seconda fascia
- Atalanta (Girone B)
- Genoa (Girone A)
- Inter (Girone B)
- Lazio (Girone C)
- Milan (Girone B)
- Piacenza (Girone A)
- Reggina (Girone C)
- Roma (Girone C)

### Tabellone
- Le gare di andata si sono svolte il 10 maggio 2008. Le gare di ritorno il 17 maggio 2008.
- La squadra numero 1 ha disputato la gara di andata in casa.

| Squadra 1 | Totale | Squadra 2  | Andata | Ritorno |
| --------- | ------ | ---------- | ------ | ------- |
| Atalanta  | 0 - 3  | Ascoli     | 0 - 0  | 0 - 3   |
| Genoa     | 2 - 0  | Catania    | 1 - 0  | 1 - 0   |
| Inter     | 6 - 5  | Parma      | 4 - 2  | 2 - 3   |
| Lazio     | 2 - 3  | Fiorentina | 1 - 1  | 1 - 2   |
| Milan     | 2 - 3  | Juventus   | 1 - 2  | 1 - 1   |
| Piacenza  | 2 - 4  | Udinese    | 1 - 1  | 1 - 3   |
| Reggina   | 2 - 7  | Sampdoria  | 2 - 1  | 0 - 6   |
| Roma      | 2 - 7  | Chievo     | 2 - 2  | 0 - 5   |

## Fase finale
Le squadre vincitrici dei gironi eliminatori e la miglior seconda in assoluto, se qualificate per la fase finale, sono considerate teste di serie e non possono incontrarsi tra loro nei quarti di finale. Le teste di serie e le altre squadre sono accoppiate mediante sorteggio.

### Squadre qualificate alla fase finale
Teste di serie
- Ascoli (prima nel girone C)
- Juventus (prima nel girone A)
- Sampdoria (miglior seconda)
- Udinese (prima nel girone B)

Seconda fascia
- Chievo
- Fiorentina
- Genoa
- Inter

### Tabellone
Le gare della Fase finale si sono giocate tra il 2 e l'8 giugno 2008.
|  | Quarti di finale | Quarti di finale | Quarti di finale |           |           | Semifinali | Semifinali | Semifinali |  |  | Finale | Finale | Finale |
|  |                  |                  |                  |           |           |            |            |            |  |  |        |        |        |
|  |                  | Ascoli           | 0                |           |           |            |            |            |  |  |        |        |        |
|  |                  | Inter            | 4                |           |           |            |            |            |  |  |        |        |        |
|  |                  | Inter            | 4                |           | Inter     | 2          |            |            |  |  |        |        |        |
|  |                  |                  |                  |           | Inter     | 2          |            |            |  |  |        |        |        |
|  |                  |                  | Udinese          | 1         |           |            |            |            |  |  |        |        |        |
|  |                  | Genoa            | Udinese          | 1         | 4         |            |            |            |  |  |        |        |        |
|  |                  | Genoa            |                  |           | 4         |            |            |            |  |  |        |        |        |
|  |                  | Udinese          | 6                |           |           |            |            |            |  |  |        |        |        |
|  |                  |                  |                  |           |           |            |            |            |  |  |        | Inter  | 2      |
|  |                  |                  |                  | Sampdoria | 3         |            |            |            |  |  |        |        |        |
|  |                  | Sampdoria        | 3                |           |           |            |            |            |  |  |        |        |        |
|  |                  | Chievo           | 0                |           |           |            |            |            |  |  |        |        |        |
|  |                  | Chievo           | 0                |           | Sampdoria | 2          |            |            |  |  |        |        |        |
|  |                  |                  |                  |           | Sampdoria | 2          |            |            |  |  |        |        |        |
|  |                  |                  | Fiorentina       | 1         |           |            |            |            |  |  |        |        |        |
|  |                  | Fiorentina       | Fiorentina       | 1         | 2         |            |            |            |  |  |        |        |        |
|  |                  | Fiorentina       |                  |           | 2         |            |            |            |  |  |        |        |        |
|  |                  | Juventus         | 1                |           |           |            |            |            |  |  |        |        |        |

### Dettaglio incontri

#### Quarti di finale
| Arbitro: | Aleandro Di Paolo (Avezzano) |

|  |           |                                                |
|  | Marcatori | 37’ Federici, 66’ Balotelli 84’, 87’ Siligardi |

| Arbitro: | Coccia (San Benedetto del Tronto) |

|                                |           |                                                                         |
| 5’, 33’ Scotto 8’, 68’ Parfait | Marcatori | 18’, 99’ Candreva 37’ (rig.), 67’ (rig.), 95’ (rig.) Laurito 80’ Felipe |

| Arbitro: | Simone Di Francesco (Teramo) |

|                              |           |  |
| 41’, 64’ Marilungo, 67’ Poli | Marcatori |  |

| Arbitro: | Lorenzo Spadaccini (Vasto) |

|                              |           |            |
| 43’ Lepiller, 45’ Di Carmine | Marcatori | 90+1’ Daud |

#### Semifinali
| Arbitro: | Vincenzo Manna (Isernia) |

|                          |           |              |
| 39’ Siligardi, 52’ Ribas | Marcatori | 71’ Candreva |

| Arbitro: | Marco Viti (Campobasso) |

|                           |           |                    |
| 7’ Scappini, 45+2’ Bianco | Marcatori | 40’ (aut.) Rossini |

#### Finale
| Arbitro: | Pierluigi Gambini (Roma) |

|                            |           |                                   |
| 28’ Pedrelli 64’ Balotelli | Marcatori | 32’ Poli 60’ Koman 82’ Mustacchio |

### Squadra campione
- Allenatore: Fulvio Pea

Riserve
- Davide Negretti, Stefano Pondaco, Luca Calzolaio, Carmine Cucciniello, Nicola Ferrari, Mattia Mustacchio, Gabriel Enzo Ferrari